# Adrien-Paul Duerinckx
Adrien-Paul Duerinckx (Schaarbeek, 15 april 1888 - Ukkel, 1938) was een Belgisch kunstschilder.

## Levensloop
Duerinckx was leerling van de Academie van Brussel en van Privat-Livemont. Hij schilderde en etste voornamelijk traditionele stads- en dorpsgezichten en landschappen in alle seizoensomstandigheden en alle tijden van de dag. Zijn werken stralen meestal een melancholisch gevoel uit. Duerinckx was winnaar van de E. Laermansprijs. Hij reisde in Duitsland, Groot-Brittannië en Frankrijk. Zijn familienaam wordt ook vaak als "Deurinckx" geschreven.

## Tentoonstellingen
- 1928, Brussel, Cercle Artistique et Littéraire
- 1937, Gent, Salon 1937 : "Voorstad", "Klimmende straat"

## Verzamelingen
- Belgische Staat